# Akustisk efterretning
 Der er for få eller ingen kildehenvisninger i denne artikel, hvilket er et problem. Du kan hjælpe ved at angive troværdige kilder til de påstande, som fremføres i artiklen.

Akustisk efterretning (engelsk: acoustical intelligence, forkortet ACOUSTINT eller ACINT) er en teknisk efterretningsdisciplin hvor man indhenter og analyserer akustiske fænomener i vand. ACINT er en underdisciplin af MASINT (Measurement and Signature Intelligence).
I ACINT benyttes to forskellige teknikker; bredbånd- og smalbåndsanalyse. Disse teknikker benyttes til at analysere akustiske signaturer indhentet ved hjælp af passiv sonar. En akustisk signaturer kan stamme fra en biologisk kontakt (eksempelvis en hval), et skib eller en undervandsbåd. Bredbåndsanalyse benytter et stort frekvensbånd til at se støjen fra et mål i dets helhed. I en smalbåndsanalyse undersøges de mere specifikke karakteristika i de indhentede data langt mere detaljeret. Smalbåndsanalyse har langt højere detaljegrad end bredbåndsanalyse, men som navnet antyder er kun muligt at analysere mindre frekvensområder.
Bredbåndsanalyse er nyttigt til identifikationen af fartøjer på lang afstand hvorimod smalbåndsanalyse er bedre til at identificere skibstypen og ofte endda selve fartøjet ved navn. At identificere skibstypen kan eksempelvis indebære indledningsvis at differentiere mellem handelsskibe, undervandsbåde eller krigsskibe og efterfølgende kunne klassificere selve skibsklassen. 
En smalbåndsanalyse eksempelvis afgøre hvorvidt et mål har en eller flere skrueakser, hvor mange skrueblade der er på hver skrue og samt karakterisere andre lyde som udbredes i vandet fra fartøjet. Disse lyde kan blandt andet bestå af utilsigtede harmoniske rystelser i målet fra dets elektriske apparater, gearingen mellem aksel og maskine eller antallet af tænder i gearets tandhjul.
Atomdrevne fartøjer er udstyret med kølepumper til reaktoren og typisk også en dampturbine hvor man kan opfange pumpefrekvenser. Det er muligt for ACINT-operatører at bestemme hvor mange tandhjul, gearing og tandhjulstænder der bliver benyttet i hele kæden fra motoren hele vejen ud til fartøjets skrue. Disse karakteristika er typisk unikke for en enkelt skibsklasse. Konstruktionsfejl i større og mindre grad på de førnævnte komponenter kan endvidere ofte betyde at hvert enkelt skib har en helt unik akustisk signatur som kan identificere den enkelte platform på lang afstand.